# José María Morelos y Pavón, Yajalón
José María Morelos y Pavón är en ort i Mexiko.   Den ligger i kommunen Yajalón och delstaten Chiapas, i den sydöstra delen av landet, 800 km öster om huvudstaden Mexico City. José María Morelos y Pavón ligger 979 meter över havet och antalet invånare är 141.
Terrängen runt José María Morelos y Pavón är varierad. Runt José María Morelos y Pavón är det ganska tätbefolkat, med 56 invånare per kvadratkilometer. Närmaste större samhälle är Yajalón, 2,2 km söder om José María Morelos y Pavón. I omgivningarna runt José María Morelos y Pavón växer i huvudsak städsegrön lövskog.